# Gratsäge

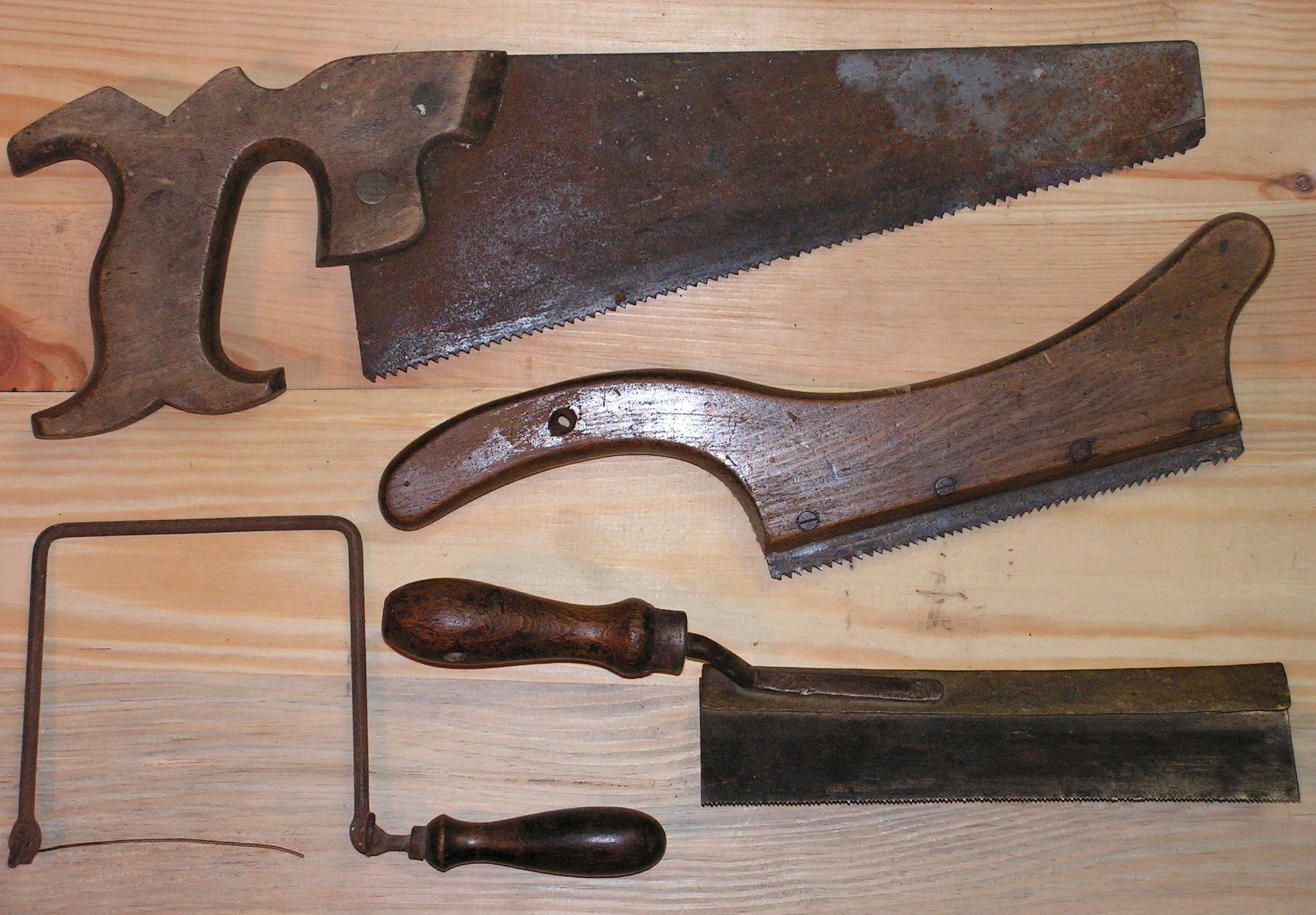
Gratsäge (2. von oben) unter anderen Sägen

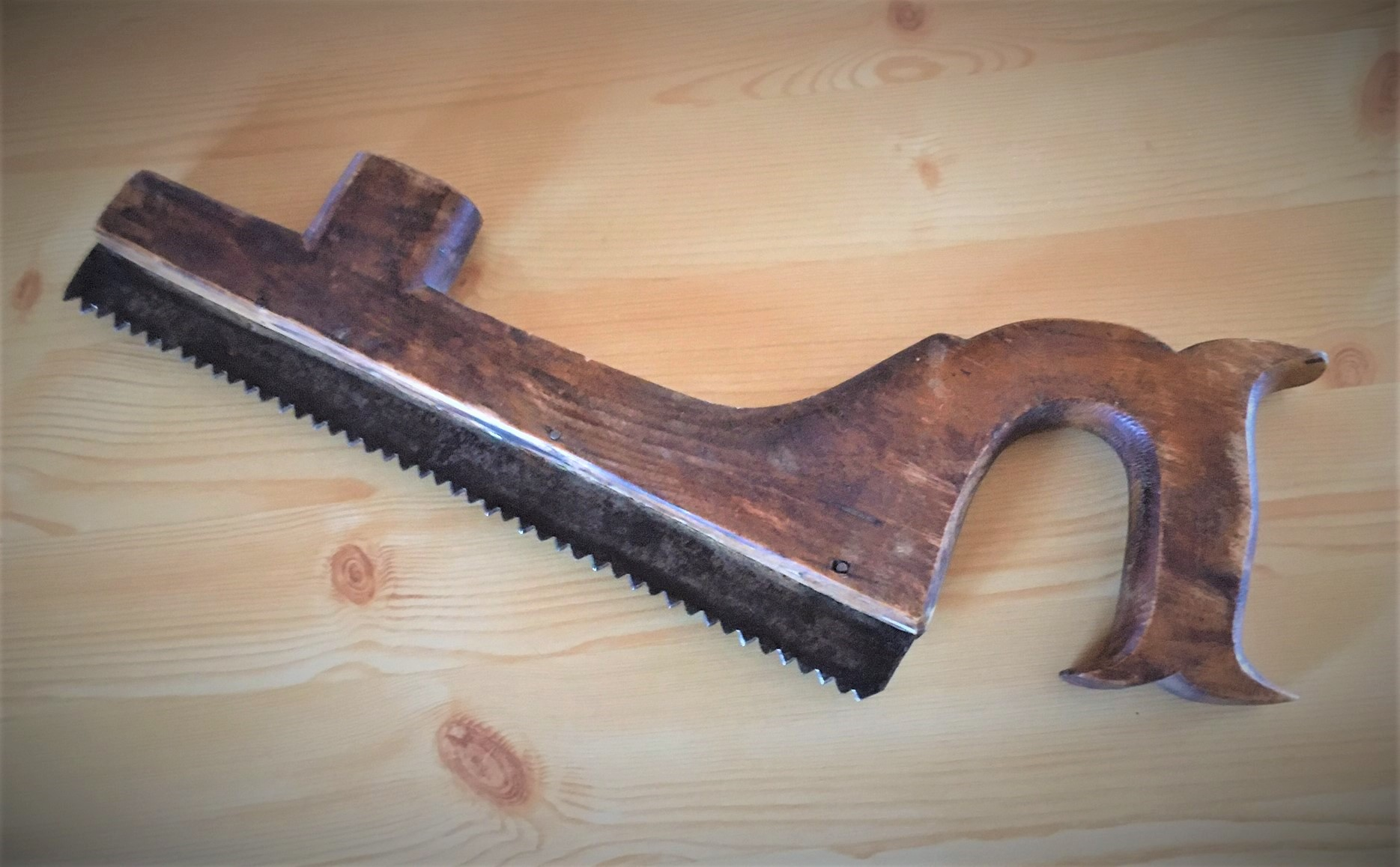
Alte Gratsäge aus Norwegen

Die Gratsäge ist eine kleine Handsäge zur Herstellung von Nuten, im Besonderen von Gratnuten, bei Holzverbindungen. Sie hat einen auffälligen geschwungenen Griff, der mit beiden Händen gehalten wird und sie arbeitet auf Zug. Es gibt Ausführungen mit verstellbarem Tiefenanschlag zur Begrenzung der Schnitttiefe.
Mit der Gratsäge werden die Sägeschnitte quer zur Holzfaser für Gratnuten und Nuten geschnitten, bevor mit Stechbeitel und Grundhobel das Material in der Nut herausgearbeitet wird. Die Arbeit der Säge auf Zug erleichtert das Herstellen von abgesetzten Gratnuten für unsichtbare Verbindungen.
Heute hat die Gratsäge aus mehreren Gründen an Bedeutung verloren:
- Durch den Einsatz von Holzwerkstoffen, im Besonderen der Spanplatte, wurden andere Verbindungstechniken wie die mittels Flachdübel entwickelt.
- Mit Fräsen und entsprechenden Fräsern lassen sich Gratnuten schneller und kostensparender herstellen.